# 1851
Cette page concerne l'année 1851 (MDCCCLI en chiffres romains) du calendrier grégorien.
L'année 1851 est une année commune qui commence un mercredi.

## Événements

### Afrique
- 3 mars : échec militaire des Amazones du Dahomey, dirigées par Seh-Dong-Hong-Beh, face aux Egba (en) d’Abeokuta[1] (3000 morts).
- 10 mars : insurrection en Kabylie menée par Abu Baghla, qui attaque Ben-Ali, un allié des Français[2]. Des villages entiers sont détruits. Randon entreprend aussitôt sa nomination une action militaire, mais ses succès en Petite Kabylie ne peuvent être poursuivis car de nombreuses troupes sont prélevées en Algérie pour la Crimée (1853-1856).

- 1er juillet : un « traité d'amitié et de commerce » est signé entre la France (Édouard Bouët-Willaumez) et Ghézo, le roi du Dan-Homé (Dahomey), qui veut écouler sa production agricole. Ghézo reconnait la souveraineté française sur le port de Ouidah[3].

- 3 août : au cours de sa troisième expédition à travers le désert du Kalahari vers le lac Ngami, l’explorateur britannique David Livingstone parvient pour la première fois sur les rives du Zambèze[4]. Lors de cette expédition, il découvrira la réalité de la traite des esclaves.

- 26 novembre : bombardement de Salé par l’amiral Dubourdieu[5]. Un navire français, échoué près de Salé, au Maroc, est pillé par la population. Le gouvernement français n’obtenant pas réparation fait bombarder Salé.

- 11 décembre : Jacques Louis Randon est nommé gouverneur général de l’Algérie française[6] (fin en 1858).

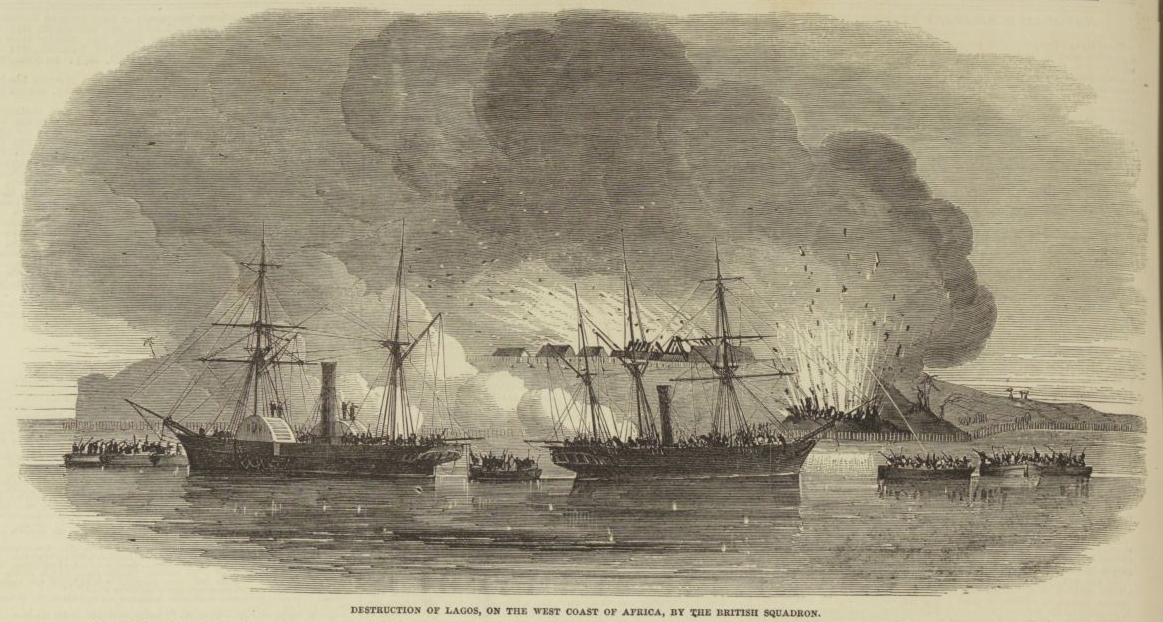
Bombardement de Lagos. Illustration pour The Illustrated London News, 13 mars 1852.

- 26 - 27 décembre : les Britanniques bombardent et prennent Lagos et occupent la côte du royaume Yorouba[7].
  - Le Royaume-Uni signe avec les rois et chefs de Lagos, du Dahomey, de Porto-Novo, de Badagry et d’Abeokuta des traités prohibant le commerce des esclaves[8].

- Révolte des esclaves de l’Ordre des frères de Sang contre la fraternité egbo (en) à Old Calabar (Nigeria)[9].
- Au Damaragam, l’émir Tanimun accède au pouvoir comme sultan de Zinder. Dans ce petit territoire, fondé au début du siècle par Amadou dan Tanimoune, théoriquement tributaire du Bornou et resté à l’écart de la djihad d’Usman dan Fodio, Tanimun constitue une force militaire dissuasive pour ses voisins. Il renforce son autonomie et développe le commerce. L’essor qu’il donne à sa capitale, Zinder, consolide son influence politique régionale[10].

- Les Européens envoient une première caravane marchande au sud du Soudan (province d’Aequatoria) qui ramène d’importantes quantités d’ivoire (John Petherick, Alexandre Vaudey)[11].

### Amérique
- 2 février : bataille de la Arada ; le Guatemala repousse une invasion de son territoire par les troupes du Salvador et du Honduras[12].

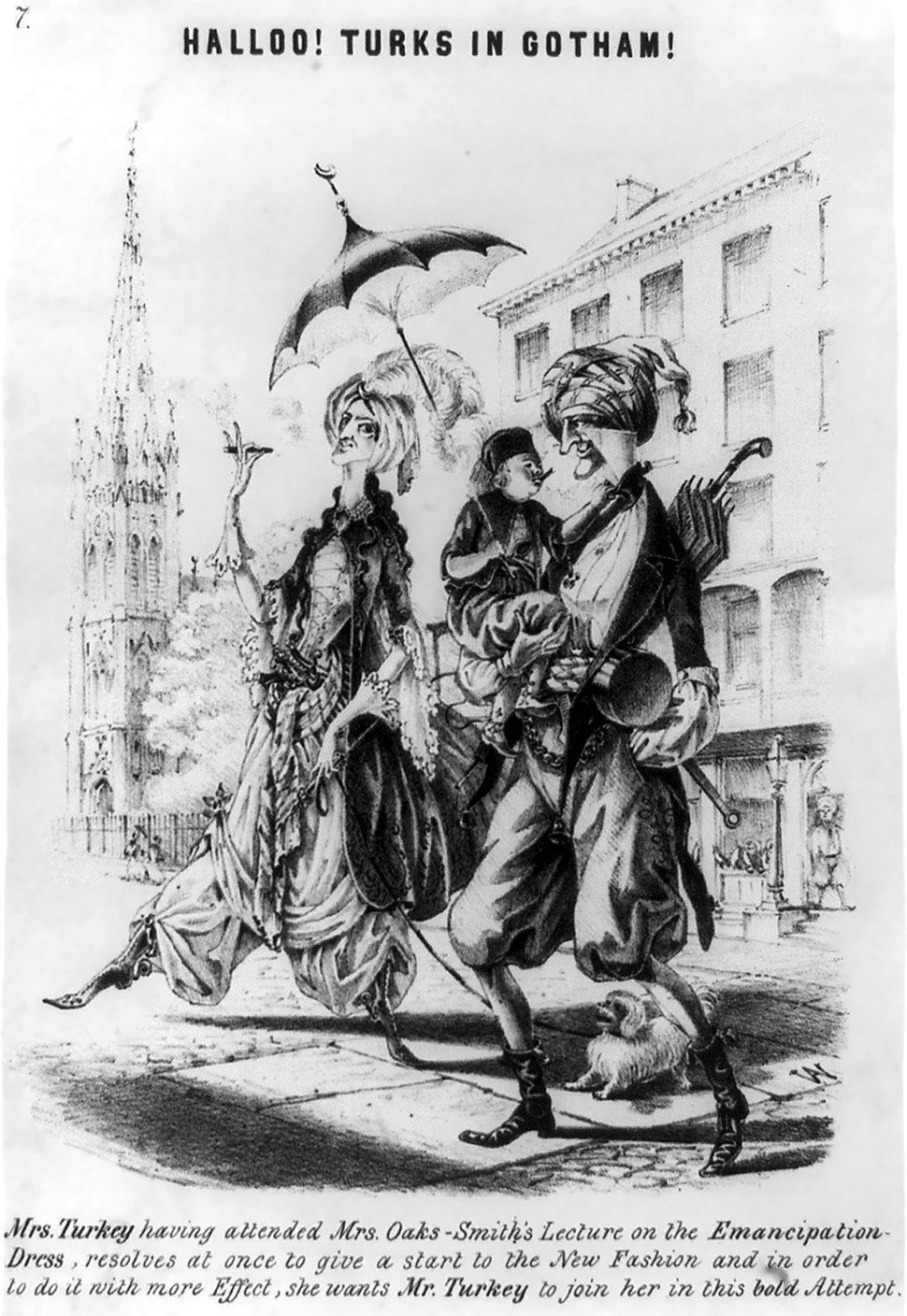
Halloo! Turks in Gotham !, caricature de 1851 du costume préconisé par Amelia Bloomer.

- Février[13] : dans sa revue féministe The Lily, Amelia Bloomer conseille aux femmes de porter un certain type de jupes et de culottes courtes pour se libérer des encombrantes robes traditionnelles[14].

- 21 mai : abolition de l'esclavage en Colombie[15]. Les grands propriétaires terriens et les esclavagistes, soutenus par les conservateurs, se révoltent contre le gouvernement libéral de José Hilario López (guerre civile colombienne)[16].

- 23 juillet : signature du traité de la Traverse des Sioux. Les Sioux cèdent au gouvernement des États-Unis toutes les terres qu’ils occupaient jusqu’alors dans l’Iowa, ainsi qu’une grande partie de celle du Minnesota[17].
- 25 juillet : José María Urbina signe un décret d’affranchissement des esclaves en Équateur[18].
- 1er août, Grande Guerre : intervention des forces brésiliennes conduites par le général Caxias en Uruguay pour soutenir Rivera, leader des libéraux[19].
- 18 août : le dictateur argentin Rosas déclare la guerre au Brésil[20]. Début de la Guerre de la Plata. Le Brésil, allié avec les provinces argentines dissidentes (Entre Ríos et Corrientes), bat les forces du dictateur Rosas à Monte Caseros.

- 1er septembre : échec d’un soulèvement à Cuba fomenté par le général rebelle Narciso López[21].
- 17 septembre : traité de Fort Laramie. Les colons peuvent traverser les territoires indiens, moyennant un droit de passage en nature et en argent[17].
- 18 septembre : Manuel Montt, élu président du Chili, dirige le pays en despote éclairé, à l’écart des libéraux et des conservateurs[22].
  - Au Chili, l’ordre conservateur est contesté par les idées libérales. Les libéraux réclament l’interdiction de la réélection du président, la décentralisation administrative, l’extension du droit de vote et l’abolition de tous les privilèges. Ils sont divisés entre un parti libéral lié à l’oligarchie, et un parti radical appuyé par les classes moyennes.

- 8 octobre : fin de la Guerra Grande en Uruguay, qui marque la réconciliation Nationale (sans vainqueurs ni vaincus). Tentative de politique de fusion entre les partis colorado et blanco en Uruguay[23]. Après son échec, le pays plonge à nouveau sous la domination des caudillos locaux.
- 8 décembre : victoire des troupes gouvernementales chiliennes sur les insurgés libéraux à la bataille de Loncomilla. Le traité de Purapel signé le 16 décembre met fin à sa rébellion[24].

### Asie et Pacifique
- 11 janvier, rébellion des Taiping : Hong Xiuquan se proclame « roi céleste de la Grande Paix » (T’aiping)[25].

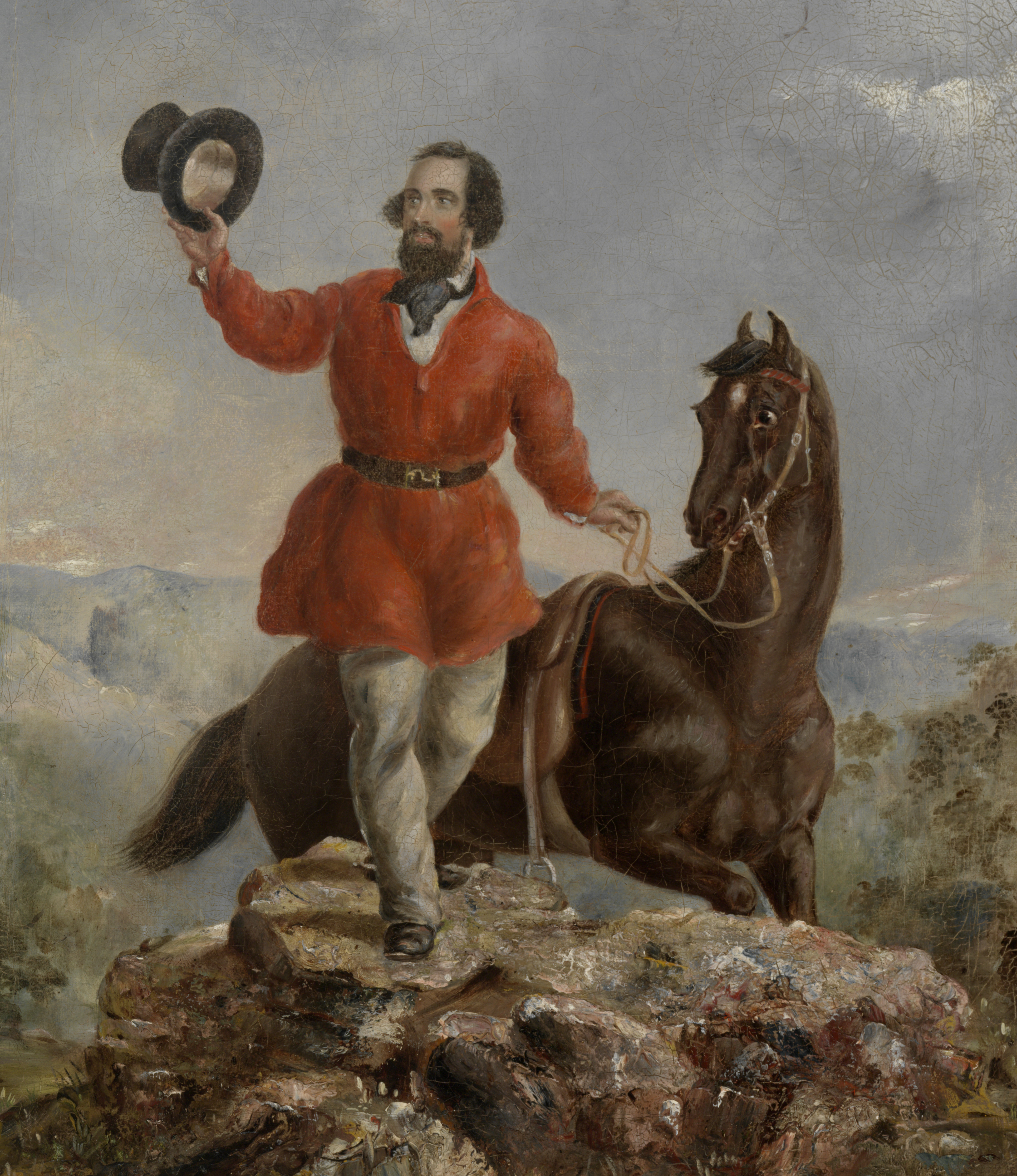
12 février : Edward Hargraves trouve de l’or vers Bathurst, en Australie. L’afflux de pionniers bouleverse le pays, des villes nouvelles naissent le long des voies ferrées. La population quadruple en 20 ans (405000 habitants en 1850, 1600000 en 1870).

- 12 février : Edward Hargraves trouve de l’or vers Bathurst. En mai, une ruée vers l’or commence en Nouvelle-Galles du Sud, en Australie. En août de la même année, d’importants gisements d’or sont découverts à Ballarat, dans l’État de Victoria[26].

- 21 mars : édit de l’empereur Nguyễn du Vietnam Tu Duc, qui ordonne la mise à mort des prêtres chrétiens[27].

- 1er avril : Mongut devient roi du Siam (Thaïlande) sous le nom de Rama IV (fin en 1868)[28]. Passionné par la civilisation et la science occidentales, il invite de nombreux conseillers européens à l’aider à moderniser son pays.

- 19 avril, Philippines : traité de paix entre l’Espagne et le sultan de Sulu. En lutte armée contre les missionnaires et les soldats espagnols, les moros finissent par reconnaître la suzeraineté de l’Espagne par un « acte de resoumission »[29].

- 1er juillet, Australie : l’État de Victoria devient une colonie séparée[30].

- 25 septembre, Chine : victoire de l’armée des Taiping à Yongan[31]. Les forces de Hong Xiuquan brisent le siège de la ville par les troupes impériales Qing et poursuivent leur avance en tuant et chassant les fonctionnaires du gouvernement, brûlant titre fonciers et reconnaissance de dettes. Les Taiping acquièrent une grande popularité en distribuant argent et butin aux paysans pauvres.

- Novembre, Perse : fondation d’une académie de guerre à Téhéran (Dar-ol Fonoun), pour former des cadres militaires et des fonctionnaires[32]. L’enseignement scientifique, privilégié, est confié à des instructeurs européens.

### Europe
- 6 janvier : fondation du syndicat général des mécaniciens au Royaume-Uni (Amalgamated Society of Engineers )[33].

- 16 mars : le Concordat de 1851 fait du catholicisme la religion d'État en Espagne et accorde à l'Église le contrôle de l'enseignement et de la presse[34].

- Avril : conférence de Dresde. La Confédération germanique est restaurée. Frédéric-Guillaume IV de Prusse s’oppose à l’entrée de l’Autriche dans le Zollverein et François-Joseph Ier d'Autriche lui refuse la coprésidence de la confédération[35].
- 14 avril : en Autriche, le Conseil d’Empire (Reichsrat) entre officiellement en fonction sous la présidence du baron von Kübeck[35].
- 26 avril, Portugal : coup d’État du maréchal Saldanha, qui chasse le président du conseil des ministres Costa Cabral[36]. Le 1er mai, la reine Marie II écrit au maréchal pour lui confier  « l’avenir du pays et de la couronne »[37].

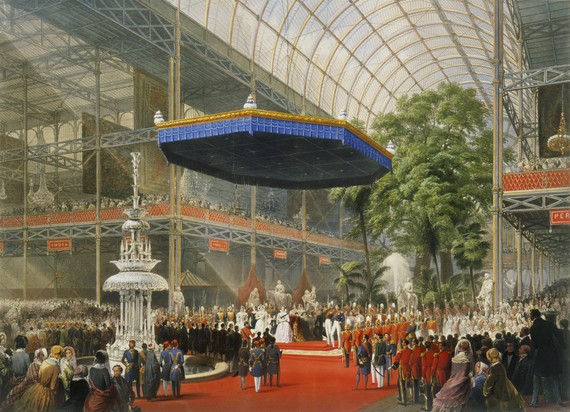
: ouverture de la Great Exhibition à Londres

- 1er mai : ouverture de la Grande Exposition universelle à Londres (fin le 11 octobre)[38].
- 15 mai : Saldanha entre triomphalement dans Lisbonne et forme un gouvernement de « régénération » au Portugal (Regeneração, fin en 1868)[39]. Le pays connaît la paix intérieure sous le régime de la monarchie constitutionnelle et accroît sa modernisation. Deux partis assurent l’alternance au pouvoir : le « parti régénérateur », issus du chartisme (Saldanha, Fontes Pereira de Melo), qui prône une régénération du pays par le nouvel ordre bourgeois et capitaliste ; le parti libéral, septembriste « historique » (duc de Loulé, Sà da Bandeira).
- 22 mai : échec d’une insurrection des catholiques contre le gouvernement radical de Fribourg, en Suisse, menée par Nicolas Carrard[40].
- 27 mai : le premier tournoi d’échecs de l’ère moderne a lieu à Londres en marge de l’Exposition universelle[41].

- 5 juin : protocole de Varsovie. Sans héritier direct, le roi Frédéric VII de Danemark s’entend avec le tsar Nicolas Ier de Russie pour choisir son successeur dans la maison des Sonderburg-Glücksburg[42].
- 10 juin : mise en place d’un régime absolutiste en Autriche. L’empereur François-Joseph d’Autriche préside lui-même le conseil des ministres. Le 17 août, les ministres ne sont plus responsable que devant lui[35].

- Été : conspiration de Sándor Gál (hu) et József Makk (hu) en Hongrie. Elle est éventée à la fin de l’année[43].

- 18 août : Otto von Bismarck est désigné pour représenter la Prusse à la Diète de Francfort (fin en 1859)[44].

- 5 novembre : exécution par pendaison de Giovanni Grioli, un des martyrs de Belfiore[45].
- 2 décembre, France : Coup d'État de Louis-Napoléon Bonaparte[46].

- 31 décembre : l’empereur François-Joseph Ier d’Autriche abroge la constitution octroyée en 1849 et suspendue en août 1851[35].

## Naissances en 1851
- 5 janvier : Louis Hista, peintre français († 9 mars 1934).
- 14 janvier : Théophile de Bock, peintre néerlandais († 22 novembre 1904).
- 15 janvier : Georges Joseph Rasetti, peintre, céramiste et graveur français († 22 juillet 1938).
- 16 janvier : Stephan Burián von Rajecz, homme politique austro-hongrois († 20 octobre 1922).
- 18 janvier :
  - Albert Aublet, peintre français († 1938).
  - Victor Fulconis, sculpteur, peintre et illustrateur français († 3 septembre 1913).
- 21 janvier : Emma Dobigny, modèle française († 1er avril 1925).
- 25 janvier :
  - Jan Blockx, musicien belge († 26 mai 1912).
  - Adolfo Tommasi, peintre Italien († 4 octobre 1933).
- 27 janvier :
  - Miguel Cané, journaliste, écrivain, avocat, diplomate, homme politique et haut fonctionnaire argentin († 5 septembre 1905).
  - Jan Chełmiński, peintre de bataille polonais († 1925).
- 28 janvier :
  - Camillo Finocchiaro Aprile, homme politique et juriste italien († 26 janvier 1916).
  - Pierre Carrier-Belleuse, peintre français († 29 janvier 1932).

- 2 février : George Mosson, peintre  et dessinateur franco-allemand († 3 septembre 1933).
- 3 février : Wilhelm Trübner, peintre allemand († 21 décembre 1917).
- 8 février : Kate Chopin, écrivain franco-américaine (de langue anglaise) († 22 août 1904).
- 11 février : Carel Frederik Cordes, photographe et peintre néerlandais († 21 octobre 1927).
- 12 février : Adrien Schulz, peintre et céramiste français († 15 janvier 1931).
- 13 février : Josep Rodoreda, musicien et compositeur espagnol († 9 octobre 1922).
- 20 février : Ernst von Heydebrand und der Lasa, homme politique allemand († 15 février 1924).
- 23 février : Frederick Warde, acteur anglais († 7 février 1935).

- 9 mars : Eugène de Barberiis, peintre français († 29 novembre 1937).
- 19 mars :
  - Julien Dupré, peintre français († avril 1910).
  - Roque Sáenz Peña, avocat et homme politique argentin († 9 août 1914).
  - Léo-Paul Robert, peintre suisse († 10 septembre 1923).
- 22 mars :
  - Paul Descelles, peintre français († 5 juillet 1915).
  - Alexeï Kivchenko, peintre russe († 2 octobre 1895).
- 27 mars :
  - Ruperto Chapí, compositeur espagnol, essentiellement de zarzuelas († 25 mars 1909).
  - Vincent d'Indy, compositeur français († 2 décembre 1931).
- 30 mars : Julien Le Blant, peintre français († 28 février 1936).

- 2 avril : Charles Barrois, géologue français († 5 novembre 1939).
- 10 avril : Kálmán Fülepp, homme politique hongrois († 17 septembre 1919).
- 19 avril : Đorđe Krstić, peintre réaliste serbe († 30 octobre 1907).
- 21 avril : Sílvio Romero, avocat, journaliste, critique littéraire, essayiste, poète, écrivain, historien, philosophe, politologue, sociologue, professeur et homme politique brésilien († 18 juin 1914).
- 27 avril :
  - Ernst Reiterer, compositeur d'opérettes et chef d'orchestre autrichien († 27 mars 1923).
  - Johann Vaillant, pionnier des technologies de chauffage et fondateur de l'entreprise familiale Vaillant († Düsseldorf 11 mars 1920).

- 1er mai : Enrique Atalaya, peintre espagnol et français († 26 juin 1913).
- 4 mai : Charles Frédéric Abram, peintre français († 8 mai 1936).
- 7 mai : 
  - Julius Buths, pianiste, chef d'orchestre et compositeur allemand († 12 mars 1920).
  - Lizzie Crozier French, éducatrice américaine et militante féministe († 14 mai 1926).
- 13 mai : Bernhard Wiegandt, peintre allemand († 28 mars 1918).
- 17 mai : Victor Bendix, chef d'orchestre, pianiste et compositeur danois († 5 janvier 1926).
- 18 mai : James Budd, avocat et homme politique américain († 30 juillet 1908).
- 23 mai : Luis Ricardo Falero, peintre espagnol († 7 décembre 1896).
- 29 mai : Léon Joubert, peintre français († 29 mars 1928).

- 11 juin : Maxime Dastugue, peintre français († 23 octobre 1909).
- 14 juin : Selim Melhame, homme politique de l'Empire ottoman († 10 décembre 1937).
- 30 juin : Henry Bournes Higgins, homme politique et juge britannique puis australien († 13 janvier 1929).

- 5 juillet : William Brewster, ornithologue américain († 11 juillet 1919).
- 8 juillet :
  - Michel Engels, dessinateur et peintre luxembourgeois († 2 novembre 1901).
  - Sir Arthur John Evans, archéologue britannique († 11 juillet 1941).
- 16 juillet : Sergueï Miloradovitch, peintre d'histoire et de scènes de genre russe puis soviétique, enseignant et académicien de l'Académie russe des beaux-arts († 4 février 1943).
- 22 juillet : Eugène Plasky, peintre belge († 4 mars 1905).
- 26 juillet : Charles Toché, peintre, affichiste et illustrateur français († 31 août 1916).
- 30 juillet :
  - Abdon Baptista, homme politique brésilien († 15 mars 1922).
  - Jules Jacques Labatut, sculpteur français († 1935).

- 4 août : Francesco Paolo Michetti, peintre et photographe italien († 5 mars 1929).
- 12 août : Albert Bettannier, peintre français († 17 novembre 1932).
- 17 août : Wilhelm Peters, peintre norvégien († 18 novembre 1935).
- 19 août : François Schollaert, homme politique belge († 29 juin 1917).
- 23 août : Alois Jirásek, écrivain tchèque († 12 mars 1930).

- 8 septembre : Paul Roux, peintre, aquarelliste et graveur français († 21 mars 1918).
- 9 septembre : Rémi d'Avezac de Moran, journaliste et militant monarchiste français.
- 14 septembre : Gabrielle Ferrari, pianiste et compositrice franco-italienne († 4 juillet 1921).
- 19 septembre :
  - Paul Biva, peintre et dessinateur français († 13 juin 1900).
  - Paul Wachs, organiste, pianiste et compositeur français († 6 juillet 1915).
- 20 septembre : Julia Antonine Girardet, aquarelliste, romancière et compositrice de musique franco-suisse († 8 mars 1921).
- 30 septembre : Carlo Anadone, peintre et photographe italien († 8 mars 1941).

- 2 octobre : Ferdinand Foch, général français († 20 mars 1929).
- 4 octobre : Michel Levie, homme politique belge († 6 mars 1939).
- 15 octobre : Fritz Roeber, peintre allemand († 15 février 1924).
- 17 octobre : Édouard Pail, peintre français († 6 décembre 1916).
- 23 octobre : André Chantemesse, médecin et biologiste français († 25 février 1919).
- 25 octobre : Adrien Demont, peintre français († 25 octobre 1928).
- 31 octobre : Alfred III de Windisch-Graetz, prince et homme politique austro-hongrois et ministre-président d'Autriche († 23 novembre 1927).

- 3 novembre : Théodore Decker, compositeur de musique chrétienne († 9 octobre 1930).
- 5 novembre :
  - Émile Pierre Ratez, compositeur et altiste français  († 19 mai 1934).
  - Wilhelm Wiegand, archiviste et historien allemand († 8 mars 1915).
- 7 novembre : Albert-Auguste Fauvel, explorateur et naturaliste français († 3 novembre 1909).
- 21 novembre : Désiré-Joseph Mercier, cardinal belge, archevêque de Malines-Bruxelles († 22 janvier 1926).
- 26 novembre : Jules Contencin, peintre français († 1925).
- 27 novembre :
  - Gustave Henri de Beaumont, peintre et dessinateur suisse († 25 septembre 1922).
  - Giovanni Battista Castagneto, peintre italo-brésilien († 29 décembre 1900).
- 28 novembre : Pierre Ucciani, bijoutier, expert en joaillerie-orfèvrerie, peintre et marchand d'art français († 18 février 1939).
- 30 novembre : Andrea Costa, homme politique italien († 10 janvier 1910).

- 6 décembre : Thomas William Paterson, homme politique canadien († 28 août 1921).
- 8 décembre : Émile Schuffenecker, peintre postimpressionniste français († 31 juillet 1934).
- 10 décembre : Alfred Ronner, peintre belge († 22 octobre 1901).
- 15 décembre : Carl Gustaf Hellqvist, peintre historique suédois († 19 novembre 1890).
- 20 décembre :
  - Eugène Courboin, illustrateur et peintre français († 1915).
  - Thérèse Schwartze, peintre de portraits néerlandaise († 23 décembre 1918).
- 24 décembre : Édouard de Castelnau, général français († 19 mars 1944).
- 25 décembre : Édouard Marty, peintre de genre et de paysages, illustrateur, dessinateur, portraitiste et aquarelliste français († 8 mars 1913).
- 27 décembre : Percy Carlyle Gilchrist, chimiste et métallurgiste britannique († 16 décembre 1935).
- 31 décembre : Arthur Dussault, peintre et homme politique français († 8 mars 1929).
- ? décembre : Francisco Augusto Pereira da Costa, avocat, journaliste, historien, folkloriste et homme politique brésilien († 1923).

- Date précise inconnue :
  - Johnny Burke, musicien et parolier canadien († 9 août 1930).
  - Oreste Costa, peintre italien († 1901).
  - Emilio Gola, peintre italien († 1923).
  - Nikólaos Kalogerópoulos, homme politique grec († 7 janvier 1927).
  - Tamagno, peintre et affichiste italien († 1933).

## Décès en 1851
- 9 janvier : Michel Martin Drolling, peintre français (° 7 mars 1789).
- 13 janvier : Jacques-Hyacinthe Fabry, juriste et homme politique belge (° 13 décembre 1758).

- 1er février :
  - Jean Yanoski, historien français (° 9 mars 1813).
  - Mary Shelley, écrivain britannique (° 30 août 1797).

- 4 avril :
  - « Paquiro » (Francisco Montes), matador espagnol (13 janvier 1805).
  - « Barragan » (Isidro Santiago Llano), matador espagnol (° 18 février 1811).
- 5 avril : Ion Negulici, peintre roumain (° 1812).
- 13 avril : Jean-Baptiste Biscarra, peintre italien (° 22 février 1790).
- 21 avril :  Hippolyte-Raymond Colet, compositeur, théoricien et professeur de musique français (° 5 décembre 1808).

- 1er mai : Augustin Schoeffler, prêtre des Missions Étrangères de Paris, mort  Martyr "In odium fidei" au Tonkin (°22 novembre 1822),
- 14 mai : Melchior Boisserée, artiste allemand (° 23 avril 1786).

- 4 juillet : Martin-Joseph Mengal, compositeur d'opéra et de musique de chambre belge (° 27 janvier 1784).
- 10 juillet : Louis Daguerre, peintre, photographe et inventeur français (° 18 novembre 1787).

- 29 août :  Franz Gläser, chef d'orchestre et compositeur tchèque/danois (° 19 avril 1798).

- 7 septembre : John Kidd physicien, chimiste et géologue britannique (° 10 septembre 1775).
- 24 septembre : Jean Gheneser, militaire du Premier Empire d'origine russe (° 12 septembre 1766).
- 29 septembre : Paul-Thérèse-David d'Astros, cardinal français, archevêque de Toulouse (° 15 octobre 1772).

- 5 octobre : Jules-César Savigny, zoologiste français (° 5 avril 1777).
- 6 octobre : Charity Bryant, écrivaine américaine (° 22 mai 1777).
- 19 octobre : Marie-Thérèse de France,  premier enfant de Louis XVI et Marie-Antoinette

- 17 novembre : Giuseppe Girometti, médailleur et graveur en pierres fines italien (° 7 octobre 1780).

- 8 décembre : André Jolivard, peintre paysagiste français (° 15 septembre 1787).
- 12 décembre : Joel Roberts Poinsett, diplomate et homme d'État américain (° 2 mars 1779).
- 19 décembre : William Turner, peintre, aquarelliste et graveur britannique (° 23 avril 1775).
- 21 décembre :  Carl Friedrich Rungenhagen, compositeur et pédagogue allemand (° 27 septembre 1778).

- Date précise inconnue :
  - Abel d'Adhémar, compositeur français (° vers 1812).